# Рігзе
Рігзе (нім. Riegsee) — громада в Німеччині, розташована в землі Баварія. Підпорядковується адміністративному округу Верхня Баварія. Входить до складу району Гарміш-Партенкірхен. Складова частина об'єднання громад Зегаузен-ам-Штаффельзе.
Площа — 20,44 км2. Населення становить 1205 ос. (станом на 31 грудня 2020).

## Галерея

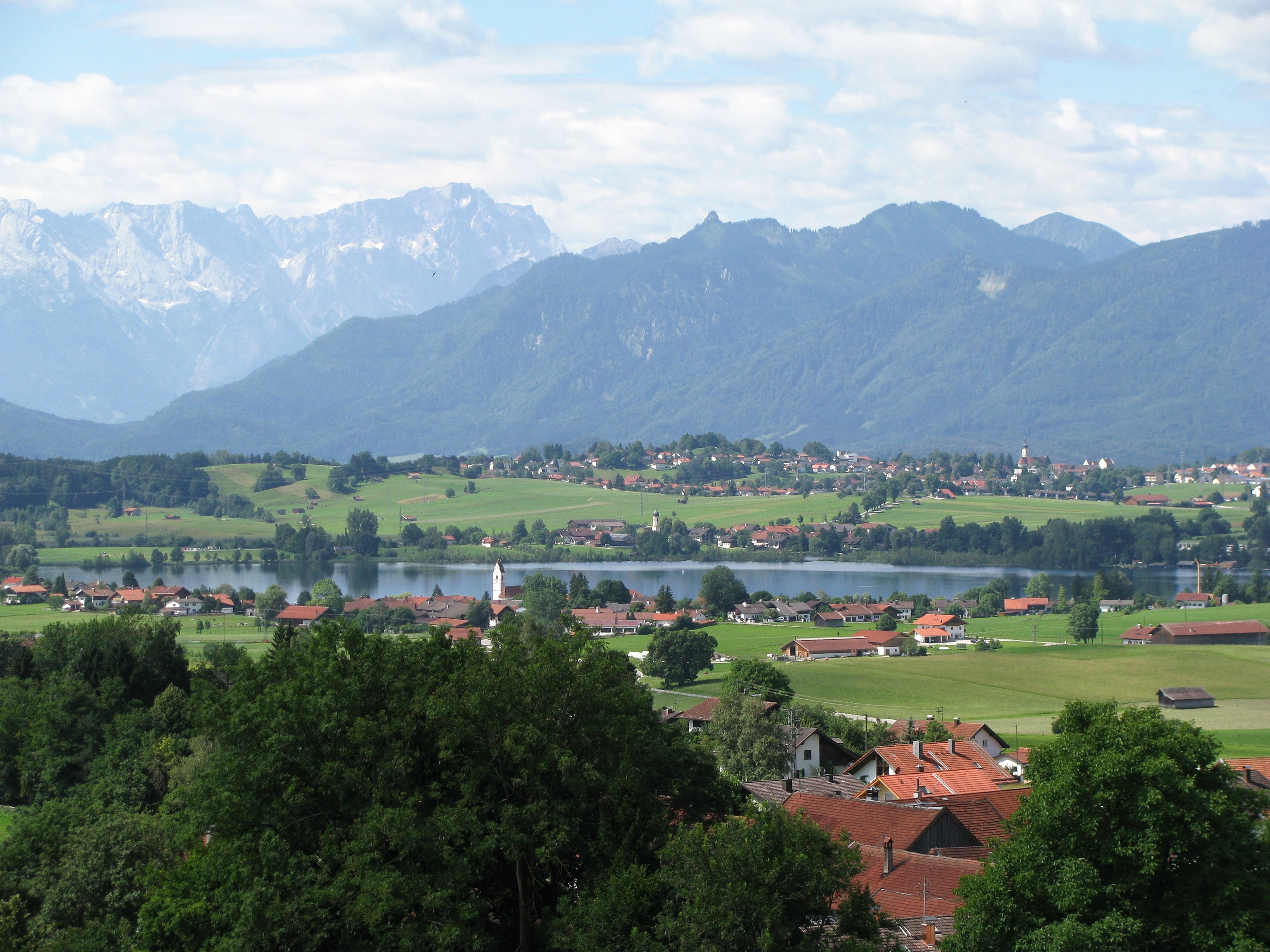
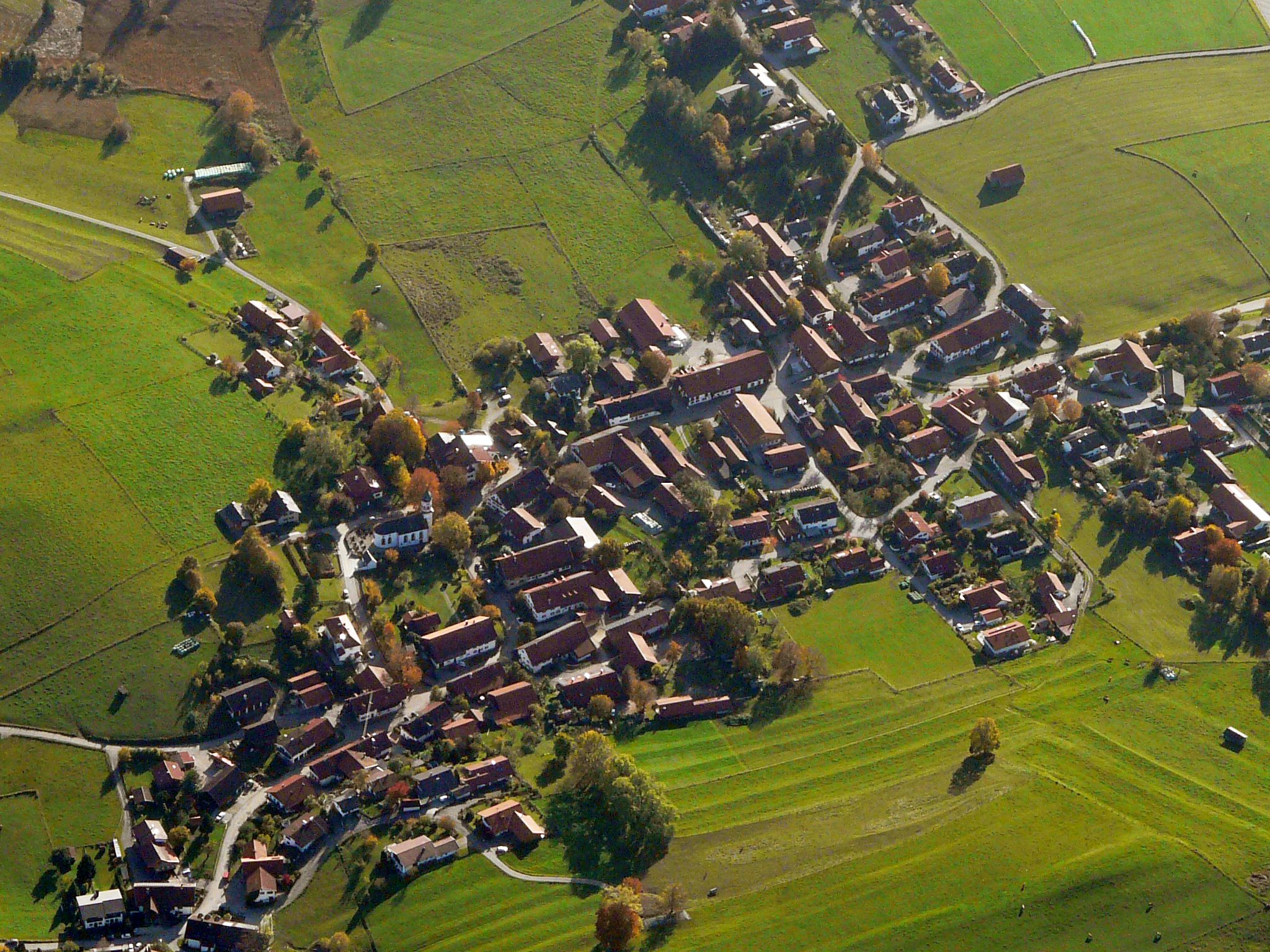